# Republică semiprezidențială
     Monarhie constituțională cu monarh ceremonial
     Republică parlamentară cu președinte ceremonial
     Republică parlamentară cu președinte executiv
     Republică prezidențială
     Republică semiprezidențială: Președintele executiv este independent de legislativ; șeful guvernului este numit de președinte și răspunde în fața legislativului.
     Republică independentă de adunare: Șeful guvernului (președinte sau directorat) este ales de legislativ, dar nu este responsabil în fața acestuia.
     Republică teocratică: Liderul suprem este atât șef de stat, cât și șef religios și deține puteri executive și legislative semnificative
     Monarhie semiconstituțională: Monarhul deține putere executivă sau legislativă semnificativă.
     Monarhie absolută: Monarhul are putere nelimitată.
     Stat cu un singur partid: Puterea este legată constituțional de un singur partid politic.
     Juntă militară: Comitetul liderilor militari controlează guvernul; prevederile constituționale sunt suspendate.
     Guverne fără bază constituțională: Nu există o bază constituțională pentru regimul actual, adică guverne provizorii sau teocrații islamice.
     Teritorii dependente sau locuri fără guverne
Republica semiprezidențială (sau republică cu executiv dual) este o republică în care președintele coexistă cu un prim-ministru și un cabinet, acestea din urmă fiind responsabile în fața legislativului statului. Aceasta diferă de o republică parlamentară prin faptul că are un președinte executiv independent de legislativ și de o republică prezidențială prin faptul că, deși cabinetul este numit de președinte, acesta răspunde în fața legislativului, care îl poate demite printr-o moțiune de cenzură.
Deși Republica de la Weimar (1919–1933) și Finlanda (din 1919 până în 2000) reprezintă exemple timpurii de sisteme semiprezidențiale, termenul „semiprezidențial” a fost introdus pentru prima dată în 1959 într-un articol al jurnalistului Hubert Beuve-Méry și popularizat de politologul Maurice Duverger într-o lucrare din 1978. Ambii au folosit termenul pentru a descrie a Cincea Republică Franceză (instituită în 1958).

## Definiție
Definiția inițială a semiprezidențialismului, formulată de Maurice Duverger, susținea că președintele trebuie să fie ales, să dețină puteri semnificative și să servească un mandat fix. Definițiile moderne stipulează doar că șeful statului trebuie să fie ales și că un prim-ministru separat, dependent de încrederea parlamentară, trebuie să conducă legislativul.

## Subtipuri
Există două subtipuri distincte de semi-prezidențialism: sistemul premier-prezidențial și sistemul președinte-parlamentar. Se poate argumenta că o republică semi-prezidențială are o probabilitate mai mare de a suferi regres democratic și lupte pentru putere, în special în sistemele de tip președinte-parlamentar.
În sistemul premier-prezidențial, prim-ministrul și cabinetul sunt responsabili exclusiv în fața parlamentului. Președintele poate alege prim-ministrul și cabinetul, dar doar parlamentul îi poate aproba și demite printr-un vot de cenzură. Acest sistem este mai apropiat de parlamentarianismul pur. Este utilizat în țări precum: Burkina Faso, Capul Verde, Franța, Lituania, România, Portugalia, Ucraina (din 2014) și altele.
În sistemul parlamentar-prezidențial, prim-ministrul și cabinetul răspund atât în fața președintelui, cât și a parlamentului. Președintele numește prim-ministrul și cabinetul, dar are nevoie de sprijinul unei majorități parlamentare pentru a face acest lucru. Atât președintele, cât și parlamentul pot demite prim-ministrul sau cabinetul. Acest sistem este utilizat în Rusia, Taiwan, Mozambic și alte state.

## Cohabitare
Cohabitarea este un sistem de guvernare divizată care apare atunci când președintele provine dintr-un partid politic diferit față de majoritatea membrilor parlamentului. Acest fenomen are loc deoarece un astfel de sistem îl obligă pe președinte să numească un premier (prim-ministru) care să fie acceptabil pentru partidul majoritar din parlament. Astfel, coabitarea apare datorită dualității executive: un președinte ales independent și un prim-ministru care trebuie să fie acceptabil atât pentru președinte, cât și pentru legislativ.
În funcție de atitudinile liderilor și cerințele politice, cohabitarea poate duce la conflicte intense sau un echilibru eficient al puterilor.
Distribuția puterii între președinte și prim-ministru variază semnificativ între țări. În Franța, în caz de coabitare, președintele supervizează politica externă și de apărare, iar prim-ministrul se ocupă de politica internă și economică. Atunci când cei doi lideri aparțin aceluiași partid, președintele are, de obicei, un control de facto asupra tuturor domeniilor.

### România
În România, coabitarea a avut loc în următoarele perioade:
- Băsescu-Tăriceanu (2007-2008)
- Băsescu-Ponta (2012-2014)
- Iohannis-Ponta (2014-2015)
- Iohannis-Grindeanu (2017)
- Iohannis-Tudose (2017-2018)
- Iohannis-Dăncilă (2018-2019)

## Avantaje și dezavantaje
Incorporarea elementelor din ambele sisteme republicane, prezidențial și parlamentar, poate aduce anumite avantaje; cu toate acestea, creează și dezavantaje, adesea legate de confuzia generată de modelele de autoritate mixte. Se poate argumenta că o republică semiprezidențială are o probabilitate mai mare de a suferi regres democratic și lupte pentru putere, în special în sistemele de tip președinte-parlamentar.

#### Avantaje
- Parlamentul are capacitatea de a demite un prim-ministru nepopular, menținând astfel stabilitatea pe durata mandatului fix al președintelui.
- În majoritatea sistemelor semiprezidențiale, segmente importante ale birocrației sunt separate de autoritatea președintelui, creând mecanisme suplimentare de control și echilibru. Astfel, administrarea problemelor cotidiene ale guvernului devine independentă de șeful statului, iar aceste probleme sunt abordate în funcție de meritele lor, fără a fi neapărat legate de cine este președintele.
- Existența unui șef al guvernului separat, care trebuie să aibă încrederea parlamentului, este considerată mai în acord cu dezvoltarea politică și economică a țării. Deoarece șeful guvernului este ales din parlament, riscul de blocaje politice este redus, întrucât parlamentul are puterea de a demite șeful guvernului dacă este necesar.

#### Dezavantaje
- Sistemul oferă un paravan pentru președinte deoarece politicile nepopulare pot fi atribuite prim-ministrului, care gestionează operațiunile zilnice ale guvernului.
- Creează o confuzie în ceea ce privește responsabilitatea, deoarece nu există o delimitare clară a responsabilităților pentru succesele și eșecurile politicilor.
- Provoacă confuzie și ineficiență în procesul legislativ, deoarece posibilitatea moțiunilor de cenzură face ca prim-ministrul să răspundă parlamentului.

## Republici cu un sistem semiprezidențial de guvernare

### Sisteme președinte-parlamentare
Într-un sistem președinte-parlamentar, prim-ministrul și cabinetul sunt responsabili atât față de președinte, cât și a legislativului.
- Austria[11]
- Azerbaijan
- Belarus
- Chad
- Kazahstan
- Mauritania
- Mozambic
- Namibia
- Osetia de Sud
- Peru
- Republica Congo
- Rusia
- Rwanda
- Taiwan
- Transnistria
- Uzbekistan

### Sisteme premier–prezidențiale
Într-un sistem premier–prezidențial, prim-ministrul și cabinetul sunt responsabili exclusiv în fața legislativului.
- Algeria
- Capul Verde
- Republica Democratică Congo
- Timorul de Est
- Egipt
- Franța
- Lituania
- Madagascar
- Mongolia
- Ciprul de Nord
- Polonia
- Portugalia
- România
- São Tomé și Príncipe
- Sri Lanka
- Ucraina

### Foste republici semiprezidențiale
Într-un sistem premier-prezidențial, prim-ministrul și cabinetul răspund exclusiv în fața legislativului. Într-un sistem președinte-parlamentar, prim-ministrul și cabinetul răspund atât în fața președintelui, cât și a legislativului.
- Armenia (2008–2018)[12]
- Croația (1990–2000)
- Cuba (1940–1976)
- Coreea de Sud (1972–1988)
- Filipine (1978–1986)
- Finlanda (1919–2000)
- Georgia (1991–1995, 2004–2019)[13]
- Germania (1919–1933)[14]
- Grecia (1973–1974)[15]
- Kârgâzstan (1993–2021)[16]
- Mali (1991–2023)
- Moldova (1990–2001)
- Macedonia de Nord (1991–2001)[17]
- Pakistan (1985–1997, 2003–2010)
- RSFS Rusă (1991)
- Somalia (1960–1969)
- Uniunea Sovietică (1990–1991)[18]